# WTA 125K 2018
WTA 125K 2018 představoval sedmý ročník mezinárodních tenisových turnajů v rámci série WTA 125, střední úrovně ženského profesionálního tenisu organizované Ženskou tenisovou asociací (WTA). Okruh poprvé zahrnoval deset turnajů.
Čtyři události se konaly v Asii a čtyři ve Spojených státech, na evropském kontinentu pak proběhly dva turnaje. Okruh se odehrával od 21. ledna do 18. listopadu 2018. Šest turnajů mělo standardní rozpočet 125 000 dolarů (s prize money 115 tisíc), což odráželo pojmenování okruhu. Zbylé čtyři americké akce disponovaly vyšší celkovou dotací 150 tisíc dolarů a navýšeným počtem 24 hráček v singlových kvalifikacích.
Do kalendáře bylo nově zařazeno pět turnajů, z toho čtyři americké v sérii „Oracle Challenger“ – v Newport Beach, Indian Wells, Chicagu a Houstonu. Debut měla také čínská událost v An-ningu, povýšená z okruhu ITF. Naopak vyřazeny byly turnaje v čínském Ta-lienu a na Havaji. V sérii skončil i Hua Hin Championships, jenž uvolnil místo pro návrat Thailand Open, plánovaného v témže areálu do kategorie WTA International během února 2019.
Nejvyšší počet dvou titulů vybojovaly Rusky Irina Chromačovová s Veronikou Kuděrmetovovou, Thajka Luksika Kumkhumová a zástupkyně čínského tenisu Wang Ja-fan.

## Přehled turnajů
| Týden od      | Turnaj                                                                                                | Vítězky                                                   | Finalistky                               | Semifinalistky                             | Čtvrtfinalistky                                                                             |
| ------------- | --- | --------------------------------------------------------- | ---------------------------------------- | ------------------------------------------ | ------------------------------------------------------------------------------------------- |
| 21. ledna     | Oracle Challenger Series – Newport Beach Newport Beach, Spojené státy 150 000 $ – tvrdý 32D (24Q)/16Č | Danielle Collinsová 2–6, 6–4, 6–3                         | Sofja Žuková                             | Ajla Tomljanovićová Mayo Hibiová           | Jang Su-jeong Nicole Gibbsová Jil Teichmannová Sachia Vickeryová                            |
| 21. ledna     | Oracle Challenger Series – Newport Beach Newport Beach, Spojené státy 150 000 $ – tvrdý 32D (24Q)/16Č | Misaki Doiová Jil Teichmannová 7–6(7–4), 1–6, [10–8]      | Jamie Loebová Rebecca Petersonová        | Ajla Tomljanovićová Mayo Hibiová           | Jang Su-jeong Nicole Gibbsová Jil Teichmannová Sachia Vickeryová                            |
| 26. února     | Oracle Challenger Series – Indian Wells Indian Wells, Spojené státy 150 000 $ – tvrdý 32D (24Q)/16Č   | Sara Erraniová 6–4, 6–2                                   | Kateryna Bondarenková                    | Amanda Anisimovová Ajla Tomljanovićová     | Danielle Collinsová Caroline Dolehideová Yanina Wickmayerová Viktorija Golubicová           |
| 26. února     | Oracle Challenger Series – Indian Wells Indian Wells, Spojené státy 150 000 $ – tvrdý 32D (24Q)/16Č   | Taylor Townsendová Yanina Wickmayerová 6–4, 6–4           | Jennifer Bradyová Vania Kingová          | Amanda Anisimovová Ajla Tomljanovićová     | Danielle Collinsová Caroline Dolehideová Yanina Wickmayerová Viktorija Golubicová           |
| 16. dubna     | Zhengzhou Women's Tennis Open Čeng-čou, Čína 125 000 $ – tvrdý 32D (16Q)/16Č                          | Čeng Saj-saj 5–7, 6–2, 6–1                                | Wang Ja-fan                              | Yanina Wickmayerová Chan Sin-jün           | Mai Minokošiová Ču Lin Danielle Laová Lu Ťia-ťing                                           |
| 16. dubna     | Zhengzhou Women's Tennis Open Čeng-čou, Čína 125 000 $ – tvrdý 32D (16Q)/16Č                          | Tuan Jing-jing Wang Ja-fan 7–6(7–5), 6–3                  | Naomi Broadyová Yanina Wickmayerová      | Yanina Wickmayerová Chan Sin-jün           | Mai Minokošiová Ču Lin Danielle Laová Lu Ťia-ťing                                           |
| 30. dubna     | Kunming Open An-ning, Čína 125 000 $ – antuka 32D (16Q)/16Č                                           | Irina Chromačovová 3–6, 6–4, 7–6(7–5)                     | Čeng Saj-saj                             | Pcheng Šuaj Chan Sin-jün                   | Elica Kostovová Amandine Hesseová Yanina Wickmayerová Wang Ja-fan                           |
| 30. dubna     | Kunming Open An-ning, Čína 125 000 $ – antuka 32D (16Q)/16Č                                           | Dalila Jakupovićová Irina Chromačovová 6–1, 6–1           | Kao Chan-jü Sun Sü-liou                  | Pcheng Šuaj Chan Sin-jün                   | Elica Kostovová Amandine Hesseová Yanina Wickmayerová Wang Ja-fan                           |
| 5. června     | Croatian Bol Open Bol, Chorvatsko 125 000 $ – antuka 32D/16Č                                          | Tamara Zidanšeková 6–1, 6–3                               | Magda Linetteová                         | Tena Lukasová Sara Erraniová               | Mariana Duque Mariñová Anna Karolína Schmiedlová Sara Sorribes Tormová Viktorija Golubicová |
| 5. června     | Croatian Bol Open Bol, Chorvatsko 125 000 $ – antuka 32D/16Č                                          | Mariana Duque Mariñová Wang Ja-fan 6–3, 7–5               | Sílvia Soler Espinosová Barbora Štefková | Tena Lukasová Sara Erraniová               | Mariana Duque Mariñová Anna Karolína Schmiedlová Sara Sorribes Tormová Viktorija Golubicová |
| 3. září       | Oracle Challenger Series – Chicago Chicago, Spojené státy 150 000 $ – tvrdý 32D (24Q)/16Č             | Petra Martićová 6–4, 6–1                                  | Mona Barthelová                          | Sachia Vickeryová Tatjana Mariová          | Anna Blinkovová Dajana Jastremská Françoise Abandová Varvara Lepčenková                     |
| 3. září       | Oracle Challenger Series – Chicago Chicago, Spojené státy 150 000 $ – tvrdý 32D (24Q)/16Č             | Mona Barthelová Kristýna Plíšková 6–3, 6–2                | Asia Muhammadová Maria Sanchezová        | Sachia Vickeryová Tatjana Mariová          | Anna Blinkovová Dajana Jastremská Françoise Abandová Varvara Lepčenková                     |
| 29. října     | L&T Mumbai Open Bombaj, Indie 125 000 $ tvrdý 32D (16Q)/16Č                                           | Luksika Kumkhumová 1–6, 6–2, 6–3                          | Irina Chromačovová                       | Margarita Gasparjanová Dalila Jakupovićová | Čeng Saj-saj Danka Kovinićová Valentini Grammatikopoulou Lu Ťia-ťing                        |
| 29. října     | L&T Mumbai Open Bombaj, Indie 125 000 $ tvrdý 32D (16Q)/16Č                                           | Natela Dzalamidzeová Veronika Kuděrmetovová 6–4, 7–6(7–4) | Bibiane Schoofsová Barbora Štefková      | Margarita Gasparjanová Dalila Jakupovićová | Čeng Saj-saj Danka Kovinićová Valentini Grammatikopoulou Lu Ťia-ťing                        |
| 5. listopadu  | Open de Limoges Limoges, Francie 125 000 $ – tvrdý (hala) 32D (16Q)/8Č                                | Jekatěrina Alexandrovová 6–2, 6–2                         | Jevgenija Rodinová                       | Margarita Gasparjanová Věra Zvonarevová    | Anna Blinkovová Ana Bogdanová Pauline Parmentierová Tatjana Mariová                         |
| 5. listopadu  | Open de Limoges Limoges, Francie 125 000 $ – tvrdý (hala) 32D (16Q)/8Č                                | Veronika Kuděrmetovová Galina Voskobojevová 7–5, 6–4      | Timea Bacsinszká Věra Zvonarevová        | Margarita Gasparjanová Věra Zvonarevová    | Anna Blinkovová Ana Bogdanová Pauline Parmentierová Tatjana Mariová                         |
| 12. listopadu | OEC Taipei WTA Challenger Tchaj-pej, Tchaj-wan 125 000 $ – koberec (hala) 32D (16Q)/16Č               | Luksika Kumkhumová 6–1, 6–3                               | Sabine Lisická                           | Vitalija Ďjačenková Bibiane Schoofsová     | Liang En-šuo Ču Lin Tereza Martincová Nao Hibinová                                          |
| 12. listopadu | OEC Taipei WTA Challenger Tchaj-pej, Tchaj-wan 125 000 $ – koberec (hala) 32D (16Q)/16Č               | Ankita Rainová Karman Thandiová 6–3, 5–7, [12–12]skreč    | Olga Dorošinová Natela Dzalamidzeová     | Vitalija Ďjačenková Bibiane Schoofsová     | Liang En-šuo Ču Lin Tereza Martincová Nao Hibinová                                          |
| 12. listopadu | Oracle Challenger Series – Houston Houston, Spojené státy 150 000 $ – tvrdý 32D (24Q)/16Č             | Pcheng Šuaj 1–6, 7–5, 6–4                                 | Lauren Davisová                          | Jessica Pegulaová Sofja Žuková             | Whitney Osuigweová Fanny Stollárová Heather Watsonová Katherine Sebovová                    |
| 12. listopadu | Oracle Challenger Series – Houston Houston, Spojené státy 150 000 $ – tvrdý 32D (24Q)/16Č             | Maegan Manasseová Jessica Pegulaová 1–6, 6–4, [10–8]      | Desirae Krawczyková Giuliana Olmosová    | Jessica Pegulaová Sofja Žuková             | Whitney Osuigweová Fanny Stollárová Heather Watsonová Katherine Sebovová                    |

## Rozpočet a body
Celková dotace událostí činila 125 000 dolarů, což odrážel název série. Ubytování a stravování – tzv. hospitality, byly na turnajích automaticky zajištěny organizátory. Šampiónka dvouhry a každá z vítězek čtyřhry si připsala 160 bodů, finalistky pak 95 bodů.
| Rozpis bodů | Rozpis bodů | Rozpis bodů | Rozpis bodů    | Rozpis bodů     | Rozpis bodů | Rozpis bodů | Rozpis bodů | Rozpis bodů | Rozpis bodů |
| Soutěž      | vítězky     | finalistky  | semifinalistky | čtvrtfinalistky | 16 v kole   | 32 v kole   | Q           | Q2          | Q1          |
| ----------- | ----------- | ----------- | -------------- | --------------- | ----------- | ----------- | ----------- | ----------- | ----------- |
| dvouhra     | 160         | 95          | 57             | 29              | 15          | 1           | 6           | 4           | 1           |
| čtyřhra     | 160         | 95          | 57             | 29              | 1           | —           | —           | —           | —           |

## Přehled titulů

### Tituly podle tenistek
| celkem | tenistka                       | dvouhra | čtyřhra | dvouhra | čtyřhra |
| ------ | ------------------------------ | ------- | ------- | ------- | ------- |
| 2      | Luksika Kumkhumová (THA)       | ●       |         | 2       | 0       |
| 2      | Irina Chromačovová (RUS)       | ●       | ●       | 1       | 1       |
| 2      | Veronika Kuděrmetovová (RUS)   |         | ●       | 0       | 2       |
| 2      | Wang Ja-fan (CHN)              |         | ●       | 0       | 2       |
| 1      | Jekatěrina Alexandrovová (RUS) | ●       |         | 1       | 0       |
| 1      | Danielle Collinsová (USA)      | ●       |         | 1       | 0       |
| 1      | Sara Erraniová (ITA)           | ●       |         | 1       | 0       |
| 1      | Petra Martićová (CRO)          | ●       |         | 1       | 0       |
| 1      | Pcheng Šuaj (CHN)              | ●       |         | 1       | 0       |
| 1      | Čeng Saj-saj (CHN)             | ●       |         | 1       | 0       |
| 1      | Tamara Zidanšeková (SLO)       | ●       |         | 1       | 0       |
| 1      | Mona Barthelová (GER)          |         | ●       | 0       | 1       |
| 1      | Misaki Doiová (JPN)            |         | ●       | 0       | 1       |
| 1      | Tuan Jing-jing (CHN)           |         | ●       | 0       | 1       |
| 1      | Mariana Duque Mariñová (COL)   |         | ●       | 0       | 1       |
| 1      | Natela Dzalamidzeová (RUS)     |         | ●       | 0       | 1       |
| 1      | Dalila Jakupovićová (SLO)      |         | ●       | 0       | 1       |
| 1      | Maegan Manasseová (USA)        |         | ●       | 0       | 1       |
| 1      | Jessica Pegulaová (USA)        |         | ●       | 0       | 1       |
| 1      | Kristýna Plíšková (CZE)        |         | ●       | 0       | 1       |
| 1      | Ankita Rainová (IND)           |         | ●       | 0       | 1       |
| 1      | Jil Teichmannová (SUI)         |         | ●       | 0       | 1       |
| 1      | Karman Thandiová (IND)         |         | ●       | 0       | 1       |
| 1      | Taylor Townsendová (USA)       |         | ●       | 0       | 1       |
| 1      | Galina Voskobojevová (KAZ)     |         | ●       | 0       | 1       |
| 1      | Yanina Wickmayerová (BEL)      |         | ●       | 0       | 1       |

### Tituly podle státu
| Celkem | stát       | dvouhra | čtyřhra |
| ------ | ---------- | ------- | ------- |
| 5      | Rusko      | 2       | 3       |
| 4      | Čína       | 2       | 2       |
| 3      | USA        | 1       | 2       |
| 2      | Thajsko    | 2       | 0       |
| 2      | Slovinsko  | 1       | 1       |
| 1      | Chorvatsko | 1       | 0       |
| 1      | Itálie     | 1       | 0       |
| 1      | Belgie     | 0       | 1       |
| 1      | Kolumbie   | 0       | 1       |
| 1      | Česko      | 0       | 1       |
| 1      | Německo    | 0       | 1       |
| 1      | Indie      | 0       | 1       |
| 1      | Japonsko   | 0       | 1       |
| 1      | Kazachstán | 0       | 1       |
| 1      | Švýcarsko  | 0       | 1       |